# فرناندو إغليسياس كالديرون
فرناندو إغليسياس كالديرون (بالإسبانية: Fernando Iglesias Calderón)‏ هو دبلوماسي وسياسي مكسيكي، ولد في 30 مايو 1856 في مدينة مكسيكو في المكسيك، وتوفي في 26 مايو 1942 في المكسيك. انتخب عضو مجلس الشيوخ من المكسيك.